# Dorcadion fulvum
Dorcadion fulvum es una especie de escarabajo longicornio de la subfamilia Lamiinae. Fue descrita científicamente por Scopoli en 1763.
Se distribuye por Alemania, Austria, Hungría, Rumania, Eslovaquia, Eslovenia, Chequia y Ucrania. Mide 13-27 milímetros de longitud. El período de vuelo ocurre en los meses de marzo, abril, mayo, junio, julio y agosto.

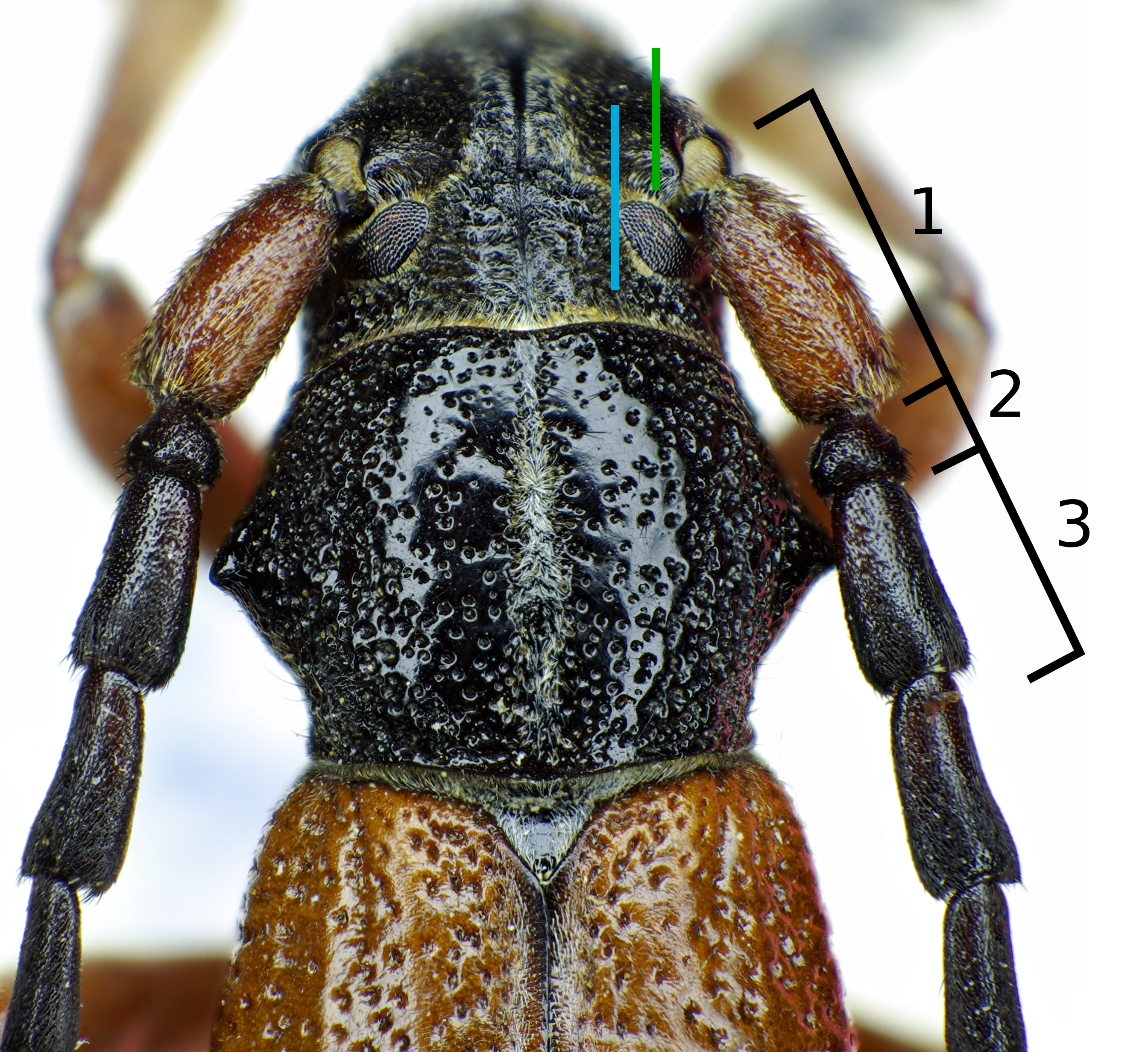
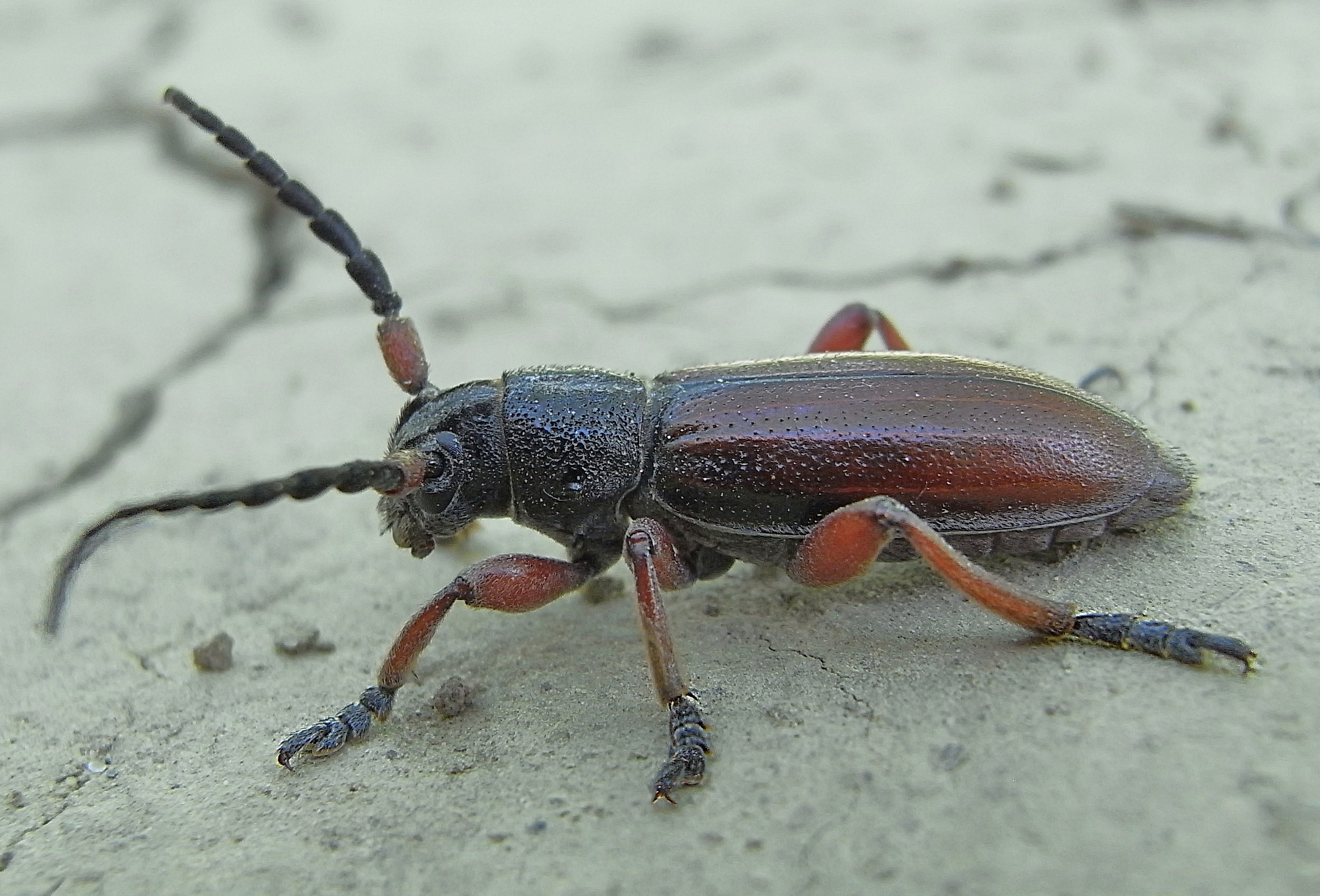
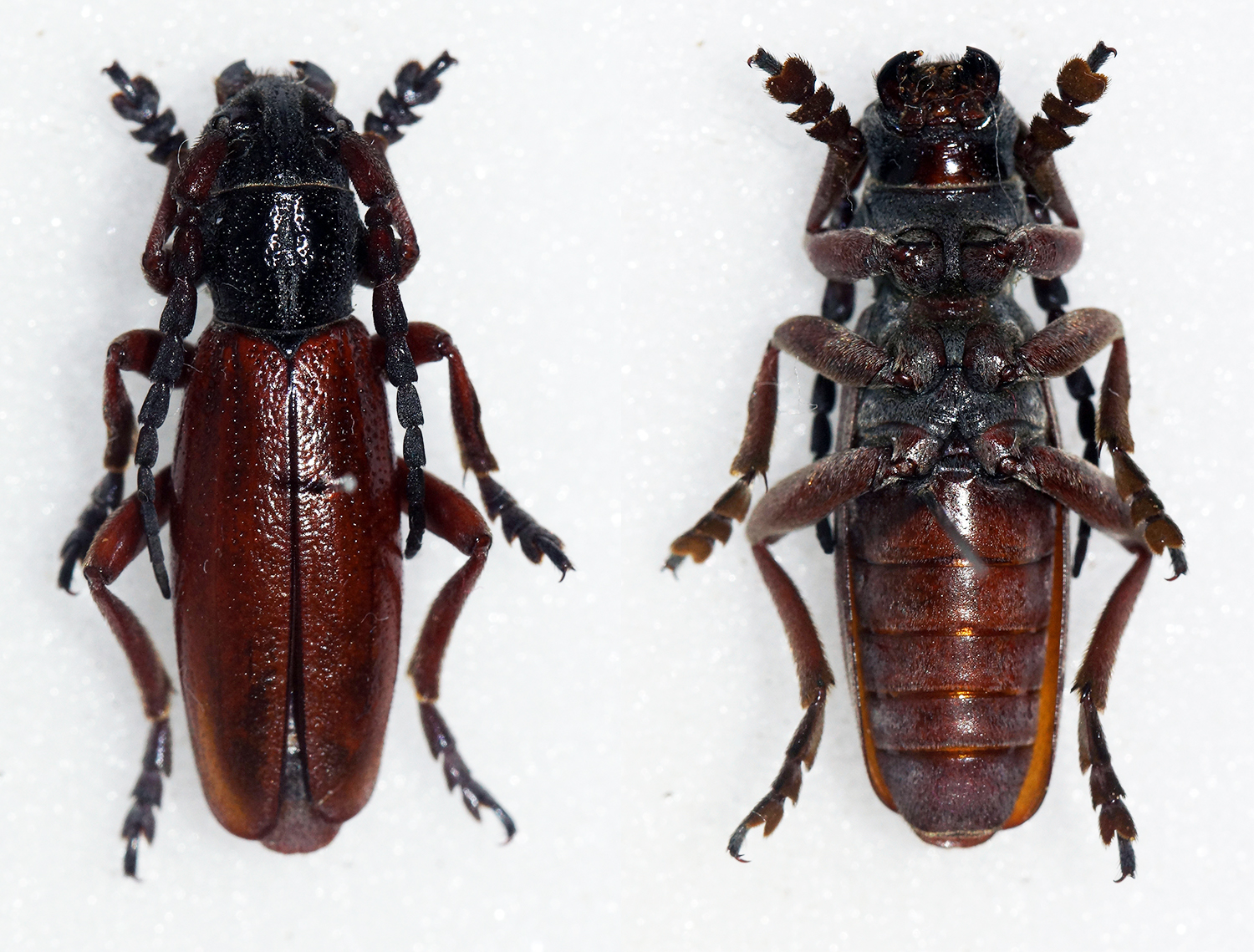
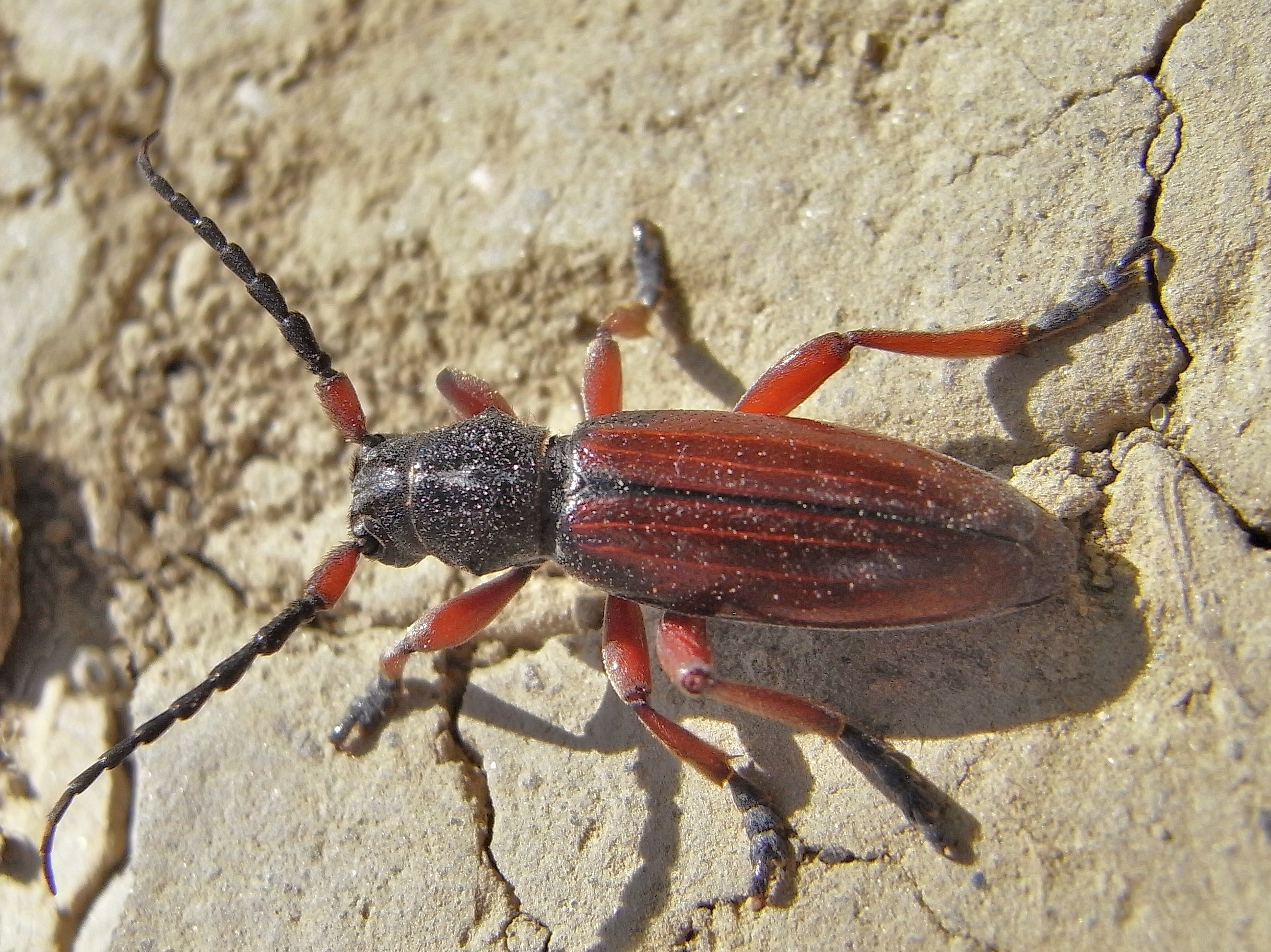